# XL Airways France
XL Airways France fue una aerolínea francesa con sede en Continental Square (en el aeropuerto de París-Charles de Gaulle) Tremblay-en-France. Operaba vuelos regulares, principalmente a destinos de larga distancia en África, el Oriente Medio y el Caribe, así como vuelos chárter a destinos de medio recorrido en el Mediterráneo, por lo general fuera del aeropuerto Charles de Gaulle.

## Historia
Formada como Star Europe en 1995 por Cédric Pastour (abrreviation de Société de Transport Régional Aérien, rebautizado Star Airlines en 1997), la aerolínea era propiedad de Transat AT, antes de ser vendida a organismos y recibidos por XL Leisure Group[cita requerida]. 
El 23 de noviembre de 2006, la aerolínea cambió su nombre por el de XL Airways France  el grupo propietario se declaró en quiebra el 12 de septiembre de 2008, pero la aerolínea se salvó, ya que fue adquirida por Straumur-Burdaras Investment Bank el mismo día junto con su empresa hermana alemana XL Airways Germany. En noviembre de 2012, la aerolínea fue vendida a X-Air Aviation, una filial del grupo suizo de inversión-US BeachSide capital (LLC ). Tras cesar operaciones a finales de septiembre de 2019, la corte francesa la declaró insolvente y decretó su cierre el 4 de octubre de 2019.

## Destinos
La compañía operaba en los siguientes aeropuertos hasta que cesó operaciones:
| País                 | Ciudad         | Aeropuerto                                         | Notas         | Ref.        |
| -------------------- | -------------- | -------------------------------------------------- | ------------- | ----------- |
| China                | Jinan          | Aeropuerto Internacional de Jinan-Yaoqiang         |               | [ 4 ]       |
| Croacia              | Split          | Aeropuerto de Split                                | Terminó antes | [ 5 ]       |
| Cuba                 | Varadero       | Aeropuerto Juan Gualberto Gómez                    |               | [ 4 ] [ 6 ] |
| Estados Unidos       | Las Vegas      | Aeropuerto Internacional Harry Reid                | Terminó antes | [ 7 ]       |
| Estados Unidos       | Los Ángeles    | Aeropuerto Internacional de Los Ángeles            | Terminó antes | [ 6 ]       |
| Estados Unidos       | Miami          | Aeropuerto Internacional de Miami                  | Terminó antes | [ 6 ]       |
| Estados Unidos       | Newark         | Aeropuerto Internacional Libertad de Newark        |               | [ 4 ] [ 8 ] |
| Estados Unidos       | Nueva York     | Aeropuerto Internacional John F. Kennedy           | Terminó antes | [ 8 ]       |
| Estados Unidos       | San Francisco  | Aeropuerto Internacional de San Francisco          | Terminó antes | [ 6 ]       |
| Francia              | Ajaccio        | Aeropuerto de Ajaccio                              | Terminó antes | [ 5 ]       |
| Francia              | Burdeos        | Aeropuerto de Burdeos                              | Terminó antes | [ 6 ]       |
| Francia              | Lille          | Aeropuerto de Lille                                | Terminó antes | [ 5 ]       |
| Francia              | Lyon           | Aeropuerto de Lyon                                 |               | [ 4 ]       |
| Francia              | Marsella       | Aeropuerto de Marsella                             | Terminó antes | [ 9 ]       |
| Francia              | Nantes         | Aeropuerto de Nantes                               | Terminó antes | [ 6 ]       |
| Francia              | Niza           | Aeropuerto de Niza                                 | Terminó antes | [ 6 ]       |
| Francia              | París          | Aeropuerto de París-Charles de Gaulle              |               | [ 4 ]       |
| Francia              | Toulouse       | Aeropuerto de Toulouse                             | Terminó antes | [ 6 ]       |
| Francia (Guadalupe)  | Pointe-à-Pitre | Aeropuerto Internacional de Pointe-à-Pitre         | Terminó antes | [ 6 ]       |
| Francia (Martinica)  | Fort-de-France | Aeropuerto Internacional de Martinica Aimé Césaire | Terminó antes | [ 6 ]       |
| Francia (Reunión)    | Saint-Denis    | Aeropuerto Roland Garros                           |               | [ 4 ]       |
| Grecia               | Heraclión      | Aeropuerto de Heraclión                            | Terminó antes | [ 5 ]       |
| Italia               | Catania        | Aeropuerto de Catania                              | Terminó antes | [ 5 ]       |
| Marruecos            | Agadir         | Aeropuerto de Agadir                               | Terminó antes | [ 5 ]       |
| México               | Cancún         | Aeropuerto Internacional de Cancún                 |               | [ 4 ]       |
| República Dominicana | Punta Cana     | Aeropuerto Internacional de Punta Cana             |               | [ 4 ]       |
| Túnez                | Monastir       | Aeropuerto de Monastir                             | Terminó antes | [ 5 ]       |
| Túnez                | Yerba          | Aeropuerto de Yerba                                | Terminó antes | [ 5 ]       |
| Turquía              | Bodrum         | Aeropuerto de Bodrum                               | Terminó antes | [ 5 ]       |

## Flota Histórica

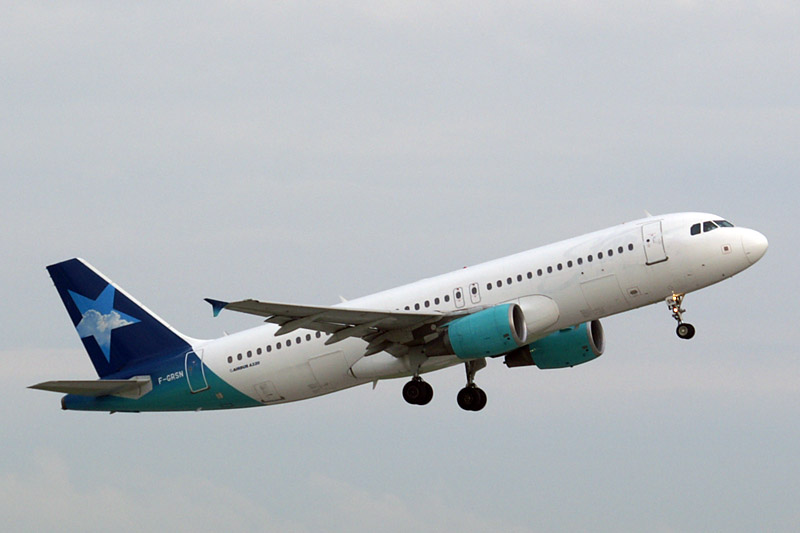
Un Airbus A320-200 de Star Airlines despega del Aeropuerto de Stuttgart (2006).

La aerolínea durante su existencia operó las siguientes aeronaves:
La clase business de algunos aviones de XL Airways se llamaba "Galaxie Class".